# Petrophila avernalis
Petrophila avernalis là một loài bướm đêm trong họ Crambidae.